# Aeroportul Internațional Léopold Sédar Senghor
Aeroportul Internațional Léopold Sédar Senghor (IATA: DKR, ICAO: GOOY) este un aeroport din Yoff⁠(d), Almadies Arrondissement⁠(d), Dakar Department⁠(d), Regiunea Dakar, Senegal ce deservește zona Dakar. Aeroportul a fost tranzitat în 2017 de 1.965.223 de pasageri. A fost numit după Léopold Sédar Senghor.
Situat la o altitudine de 26 m, aeroportul dispune de 2 piste.

## Infrastructură

### Piste
Aeroportul dispune de 2 piste. Pista 18/36 are suprafața de Bitum și dimensiunile 3.490 m × 45 m. Pista 03/21 are suprafața de Bitum și dimensiunile 1.500 m × 30 m. 